# Ginásio Poliesportivo General Mário Brum Negreiros
O Ginásio Poliesportivo General Mário Brum Negreiros  é um ginásio poliesportivo localizado em Araguari, no Estado de MG com capacidade para 2 200 espectadores.

## História
Edificado na gestão municipal de Fausto Fernandes de Melo,  além de objetivar as atividades do setor esportivo, trouxe um ambiente propício para atividades culturais da cidade. Foi inaugurado no dia 24 de agosto de 1982, e com um frondoso brasão do município de Araguari, esculpido em tons de madeira por Jolando Spotto.
Foi fixado no espaço do ATC (Araguari Tênis Clube), a praça de Esportes, recebendo o nome do General de Brigada e Coronel da Arma de Engenharia, Rubéns Mário Brum Negreiros, que foi comandante do 2º Batalhão Ferroviário (Batalhão Mauá) ao final da década de 1960, e esteve à frente da corporação no período da construção da ligação rodoviária com a nova capital Brasília, projeto de demanda da Novacap – Companhia Urbanizada da Nova Capital. E teve uma passagem pela cidade, quando atuou no Batalhão no cenário local, instalado em 10 de maio de 1965, já no governo Federal era delegado às forças armadas e  com grande representatividade.
Na ocasião da inauguração possuía palco do esporte edificado conjuntamente ao complexo ATC e  abrangeu a formação de times de diferentes modalidades para competirem em âmbito estadual e nacional. No âmbito cultural, se apresentaram no ginásio, artistas de renome como: Roberto Carlos, Gilberto Gil, Blitz (banda), Titãs, Barão Vermelho, Roupa Nova, Nenhum de Nós, Zé Ramalho, Ivan Lins e 14 Bis.
A primeira ampla reforma ocorreu na gestão do prefeito Miguel Domingos de Oliveira (1993 a 1996), ocorrendo a troca do piso por modelo “flutuante”, propiciando a presença de competições de atletas e equipes valorizados nacionalmente, as apresentações artísticas foram limitadas, visando a preservação do referido piso. No governo de Marcos Coelho de Carvalho (2009-2012), foi elaborado um projeto de remodelação. As obras foram iniciadas, sendo a fachada do imóvel reduto de grandes intervenções.
Nos anos seguintes as obras foram retomadas e no final de 2020 foram concluídas.

### Localização - Região Norte
- Endereço: Avenida Coronel Teodolino Pereira Araújo, 901 – Centro - Araguari/MG
- Dias Úteis: das 8h às 18h [2]
- Estacionamento: Grátis

## Eventos
O ginásio tornou-se palco de grandes eventos nacionais e internacionais, tais como: 
- Partidas de futsal, basquete 3X3 e voleibol
- Lutas de karatê
- Projetos sociais de voleibol

## Principais eventos esportivos sediados
- Sul-Americano de Clubes de Vôlei de 2023
- Sul-Americano de Vôlei Sub-19 de 2022[3]
- Exibição do jogador multi-campeão de futsal Falcão[4]
- Superliga Brasileira de Vôlei[5]
- Campeonato Mineiro de Vôlei Masculino 2021[6]  e 2022[7]
- Campeonato Mineiro de Basquete 3X3[8]
- Campeonato Mineiro de Karatê 2022[9]
- Campeonato Mineiro de Futsal Feminino[10]
- Jogos Escolares de Minas Gerais[11]
- Campeonato Mineiro de Basquete em Cadeira de Rodas[12]